# Yefri Duque
Yefri Alexander Duque Tabares, noto semplicemente come Yefri Duque (Medellín, 24 marzo 1992), è un giocatore di calcio a 5 colombiano.

## Carriera

### Club
Nato a Medellín ma cresciuto a Villavicencio, inizia a giocare a calcio a 5 nel settore giovanile del Deportivo Meta, squadra del suo dipartimento. Nel 2011 debutta nella Liga Colombiana con la prima squadra, diventando nelle stagioni successive un punto di riferimento.

### Nazionale
Con la nazionale colombiana ha partecipato alla Coppa del Mondo 2012 conclusa al quarto posto assoluto che rappresenta il miglior traguardo dei cafeteros nelle competizioni FIFA. Quattro anni più tardi è tra i convocati della Coppa del Mondo 2016 nella quale la Colombia è eliminata agli ottavi di finale dal Paraguay.